# Пююхтия, Микаэль
Микаэль Пююхтия (фин. Mikael Pyyhtiä; род. 17 декабря 2001, Турку) — финский профессиональный хоккеист, нападающий клуба национальной хоккейной лиги «Коламбус Блю Джекетс» (с 2022 года). Игрок сборной Финляндии по хоккею с шайбой.

## Клубная карьера
Микаэль воспитанник финского хоккейного клуба ТПС. В сезоне 2019/2020 годов дебютировал в Высшей хоккейной лиге Финляндии.
В 2020 году был выбран «Коламбус Блю Джекетс» в четвёртом раунде драфта НХЛ, а в мае 2022 года с этим клубом подписал трёхлетний контракт. Дебютировал в НХЛ 13 апреля 2023 года в матче против «Питтсбург Пингвинз», отдав результативную передачу.
Его младший брат профессиональный футболист — Никлас Пююхтия.

## Карьера в сборной
В 2021 году принял участие в молодёжном чемпионате мира, где в составе сборной Финляндии стал бронзовым призёром.
В 2025 году приглашён в состав первой национальной сборной Финляндии для участия в чемпионате мира, который состоялся в Швеции и Дании.